# Albondón
Albondón é um município da Espanha na província de Granada, comunidade autónoma da Andaluzia, de área 34,52 km² com população de 941 habitantes (2004) e densidade populacional de 27,26 hab/km².

## Demografia
| Variação demográfica do município entre 1991 e 2004 | Variação demográfica do município entre 1991 e 2004 | Variação demográfica do município entre 1991 e 2004 | Variação demográfica do município entre 1991 e 2004 |
| --------------------------------------------------- | --------------------------------------------------- | --------------------------------------------------- | --------------------------------------------------- |
| 1991                                                | 1996                                                | 2001                                                | 2004                                                |
| 1358                                                | 1192                                                | 1027                                                | 941                                                 |